# لایونل رویس
لایونل رویس (انگلیسی: Lionel Royce؛ ‏ ۳۰ مارس ۱۸۹۱ – ۱ آوریل ۱۹۴۶) بازیگر اتریشی-آمریکایی بود.

## اوایل زندگی
او در شهر دولینا، در اوکراین کنونی، از پدر و مادری یهودی به دنیا آمد. در سال ۱۹۱۳ وارد آکادمی موسیقی و هنرهای نمایشی در وین شد. او در سال ۱۹۱۴ به عنوان سرباز وارد جنگ شد و در پایان جنگ به درجه ستوانی رسید. او که چندین بار زخمی شد، مدال شجاعت دریافت کرد. 

## گزیدهٔ فیلم‌شناسی
- ماری آنتوانت
- زیرزمین
- پیروزی[۳]
- ماه عسل پرماجرا
- جاسوس محبوب من
- مجنون هیتلر
- مأموریت به مسکو
- بالاتر از سوءظن
- چهارراه هفتم
- اعترافات یک جاسوس نازی
- ۱۹۱۴
- بانو نقشه‌هایی دارند
- گیلدا[۴]